# Orestias silustani
Orestias silustani és una espècie de peix de la família dels ciprinodòntids i de l'ordre dels ciprinodontiformes.

## Morfologia
Els mascles poden assolir els 10 cm de longitud total.

## Distribució geogràfica
Es troba a Sud-amèrica: el llac Titicaca al Perú.